# Bourbonitis Blues
Bourbonitis Blues je studiové album hudebníka Alejandra Escoveda. Vydalo jej dne 4. května 1999 hudební vydavatelství Bloodshot Records a jeho producentem byl Chris Stamey. Album obsahuje pouze čtyři autorské písně, zbylých pět jsou coververze. Celkem pět skladeb bylo nahráno ve studiu, zbývající čtyři pochází z koncertů. Nachází se zde například píseň „Amsterdam“ od Johna Calea. Ten roku 2006 produkoval Escovedovo album The Boxing Mirror.

## Seznam skladeb
| Pořadí | Název                                 | Autor              | Délka |
| ------ | ------------------------------------- | ------------------ | ----- |
| 1.     | I Was Drunk (koncertní nahrávka)      | Alejandro Escovedo | 4:53  |
| 2.     | Irene Wilde                           | Ian Hunter         | 2:52  |
| 3.     | California Blues (koncertní nahrávka) | Jimmie Rodgers     | 3:21  |
| 4.     | Guilty                                | Escovedo           | 4:54  |
| 5.     | Amsterdam                             | John Cale          | 3:43  |
| 6.     | Everybody Loves Me                    | Escovedo           | 3:26  |
| 7.     | Pale Blue Eyes (koncertní nahrávka)   | Lou Reed           | 6:15  |
| 8.     | Sacrament & Polk (koncertní nahrávka) | Escovedo           | 4:44  |
| 9.     | Sex Beat                              | Jeffrey Lee Pierce | 4:09  |

## Obsazení
- Alejandro Escovedo – zpěv, kytara
- Bill McCullough – pedálová steel kytara
- Glenn Fukunaga – baskytara
- Hector Muñoz – bicí
- David Perales – housle, doprovodné vokály
- Joe Eddy Hines – kytara
- Chris Phillips – bicí, perkuse
- Melissa Swingle – harmonika, doprovodné vokály
- Brian Standefer – violoncello
- Tom V. Ray – baskytara
- Chris Stamey – baskytara, kytara, harmonium
- Kelly Hogan – zpěv
- Jon Langford – kytara, zpěv